# 埃尔斯多夫
埃尔斯多夫（德語：Elsdorf，發音：[ˈɛlsˌdɔʁf]）是德国北莱茵-威斯特法伦州科隆行政区莱茵-埃尔夫特县的城市，面积66.17平方千米，2023年12月31日人口为21,993人。